# Basler Integrationsmodell
Das Basler Integrationsmodell ist ein 1999 von der Ethnologin Rebekka Ehret entwickeltes und vom Integrationsbeauftragten Thomas Kessler im Kanton Basel-Stadt umgesetztes Integrationsmodell für Migranten. Es beinhaltet Fördermassnahmen für Ausländer, die sich integrieren wollen, jedoch auch Sanktionen gegen Integrationsunwillige. Das Integrationsmodell richtet sich nach dem Grundsatz «Fördern und fordern – vom ersten Tag an, verbindlich». Das Modell erlangte grosse Bekanntheit und wird immer wieder als Vorbild für eine erfolgreiche Integrationspolitik herangezogen.

## Entwicklung des Modells
Für die Amtsperiode 1997 bis 2001 hatte sich der Basler Regierungsrat als einen von vier Schwerpunkten die «Bevölkerungs- und Stadtentwicklung» zum Ziel gesetzt. In diesem Zusammenhang kam der Regierungsrat dann auch auf das Thema Integration zu sprechen. Bis zu diesem Zeitpunkt wendete man im Kanton bei der Integrationspolitik den klassischen Defizitansatz an, bei dem man von einem generellen Nachholbedarf von Migranten ausging und sich auf das Beseitigen dieser Integrationsdefizite und -probleme konzentrierte. 1999 beauftragte der Basler Regierungsrat die Ethnologin Rebekka Ehret von der Universität Basel, ein Leitbild und Handlungskonzept für die Basler Integrationspolitik zu erarbeiten. Dieses Dokument stellte einen völligen Richtungswechsel dar, da man nun nach dem «ressourcenorientierten Potenzialansatz» vorging. Dieser Ansatz betrachtet Integrationsdefizite nicht mehr als Probleme der Migranten und will die Fähigkeiten und das Potential der Migranten nutzen, etwa deren Mehrsprachigkeit und die interkulturellen Kompetenzen, zum Beispiel für «cultural brokers». In der einjährigen Ausarbeitung dieses 22-seitigen Dokumentes wurden über 170 spezifische Fachgruppen sowie Migranten miteinbezogen. 2001 stimmte der Grosse Rat dem Beschluss zur Umsetzung des neuen Leitbildes mit grosser Mehrheit zu. Mit der Umsetzung des Modells wurde der frühere Drogendelegierte der Stadt Basel, Thomas Kessler, beauftragt, der seit 1998 das Amt des Integrationsbeauftragten bekleidete.
Um das Modell auf dem Stand der Zeit zu halten, wird es laufend überarbeitet. So wurde das Handlungskonzept 2004 vom interdepartementalen Netzwerk Integration überholt und an die aktuellen Verhältnisse angepasst. Ausserdem gibt der Regierungsrat des Kantons jährlich einen Politikplan heraus, der auch Vorgaben zur Integration enthält. Im Legislaturplan 2009–2013 wurde als Ziel nochmals konkret die Verbesserung der Willkommenskultur und Chancengleichheit benannt. 2012 wurde das Leitbild von 1999 nochmals ergänzt. Mit dem Kantonale Integrationsprogramm 2014–2017 werden Zuzüger neu bereits am ersten Tag und bei der Arbeit begrüsst.

### Das Integrationsgesetz von 2008
Seit dem 1. Januar 2008 gilt in der Schweiz das neue Asyl- und Ausländergesetz, in dem das aus Basel stammende Prinzip des «Fordern und Förderns» auch auf nationaler Ebene gesetzlich verankert wurde. Gleichzeitig wurde im partnerschaftlichen Vorgehen in den Kantonen Basel-Stadt und Basel-Landschaft ein neues Integrationsgesetz erlassen, das der bereits bestehenden Integrationspolitik auf kantonaler Ebene eine gesetzliche Grundlage gibt. Der Unterschied zwischen dem kantonalen Integrations- und dem schweizerischen Ausländergesetz ist die Verpflichtung der Ausländer zur Mitarbeit und zum Besuch von Kursen. Dieser Punkt ist auf Bundesebene im Kapitel zwei des Ausländergesetz nur mittels weniger, nichtverpflichtender Formulierungen festgeschrieben. Laut eigenem Bekunden der Integrationsbehörde von 2007 ist das Gesetz europaweit das modernste.

## Das Leitbild

### Die drei Leitideen
Das von Ehret erarbeitete Leitbild baut auf drei Leitideen auf:
1. Die Integrationspolitik nimmt als Basis bereits vorhandenem Potential, Errungenschaften, Fähigkeiten und Kompetenzen aller Beteiligten. Die Mehrsprachigkeit und kulturelle Vielfalt sind als Chance zu sehen und zu nutzen. Die dadurch nicht vorhandenen Kenntnisse in anderen, z. B. sprachlichen, Bereichen sind nicht als reines Defizit wie bisher zu sehen. Stattdessen sollte man auch die Arbeit, schulische und berufliche Bildung bei den Migranten fördern. Dies bringt mehr Erfolg als einfach nur sprachliche Defizite zu beseitigen.
2. Die Integration ist ein Prozess, der die gesamte Bevölkerung miteinbezieht und alle sind an diesem Prozess beteiligt. Hürden bei der Beteiligung am gesellschaftlichen Leben sind in allen Bereichen abzubauen und jeder Mensch sollte gleichberechtigt am gesellschaftlichen, politischen, wirtschaftlichen und beruflichen Leben teilnehmen können.
3. Es muss bewusst und sorgsam mit Unterschieden umgegangen werden. Man darf diese Differenzen weder oberflächlich durch kulturelle oder ethnische Unterschiede erklären noch sollten geschlechterspezifische Unterschiede ignoriert oder neutralisiert werden. Jeder Mensch wird als Individuum wahrgenommen.

### Umsetzungsideen
Im Leitpapier wurden verschiedene, auf Basel bezogene, Umsetzungsideen erläutert:
In der Schule soll der Schwerpunkt auf die Sprachkenntnisse der Schüler gelegt, die Deutsch als Zweitsprache lernen, sodass diese wenn nötig in Deutsch gefördert werden. Jedes Kind soll in der Schule die gleichen Chancen haben. In der Erwachsenenbildung sollen neben Sprachkursen auch Staatskunde, Elternkurse, Laufbahnberatung und Nachholen des Grundschulabschlusses angeboten werden. Ausserdem sollen im Ausland erworbene Abschlüsse möglichst anerkannt werden.
Im Bereich der Erwerbstätigkeit soll eine Informationskampagne in der Privatwirtschaft durchgeführt werden, damit Unternehmen die bei ihnen beschäftigten Migranten selber fördern und über Integrationsangebote informieren. Bei öffentlichen Betrieben werden Migranten systematisch gefördert.
In den Quartieren sollen Quartierbüros eingerichtet werden, die als Arm der Verwaltung näher bei der Bevölkerung sind. Diese Büros arbeiten mit den verschiedenen Abteilungen der Verwaltung zusammen. Weiter wird vorgeschlagen, dass Mediatoren eingesetzt werden, die die Rolle eines Friedensrichters aus der Bevölkerung in ihrem Quartier übernehmen. Diese Massnahmen sollen passend in die bereits vorhandenen Quartierstrukturen eingebaut werden.
Es soll, um die Diskussion um die Integration zu versachlichen, eine Öffentlichkeitskampagne gestartet werden. Im Leitpapier wurde dafür die Gründung eines Fachgremiums vorgeschlagen. Mittlerweile existieren in Basel Plakatkampagnen mit Slogans gegen Diskriminierung. Zudem versorgt Integration Basel die Bevölkerung so gut es geht mit Informationen, um sie in den Integrationsprozess einzubinden. Falls bei speziellen Punkten Informationsbedarf besteht, müssen diese für die Öffentlichkeit erarbeitet werden.
Um die Gleichberechtigung zu gewährleisten, sollten die Migranten auf politischer Ebene Mitspracherecht besitzen. Wenn dieses Integrationsmodell Erfolg haben sollte, müsste den Migranten das Stimm- und Wahlrecht gegeben werden. Konkrete politische Ziele bis 2002 in diesem Bereich waren die Einführung des kantonalen Wahl- und Stimmrechts für Ausländer; eine Initiative zu dessen Einführung wurde 2010 jedoch von der Basler Stimmbevölkerung klar verworfen.

### Ergänzung von 2012
2012 wurde das Leitbild nochmals ergänzt, um den neusten Entwicklungen in Basel Rechnung zu tragen. So ist seit Einführung der Personenfreizügigkeit der Anteil der ausländischen Bevölkerung von 27,5 % auf 33 % angestiegen, wobei sich der Anteil der deutschen Staatsbürger auf über 14'000 Einwohner verdoppelt hat. Es wurde eine Anpassung der Seniorenarbeit und Altenpflege an die älter werdende Migrationsbevölkerung nötig. Neu wurde der Diskriminierungsschutz ins Leitbild aufgenommen, welcher im Leitbild von 1999 noch nicht enthalten war, jedoch bereits auf Gesetzesebene festgeschrieben wurde und auch umgesetzt wird. Weitere Ergänzungen betreffen den Austausch der Religionen, der Zugang zu offizieller und informeller Informationen für Migranten sowie die Partizipation derselben.

## Umsetzung
Die Umsetzung des Integrationsleitbildes unterliegt Integration Basel, das dem Sicherheitsdepartement des Kantons Basel-Stadt unterstellt ist. Leiter von Integration Basel war bis Ende 2008 der Integrationsbeauftragte Thomas Kessler, der damit auch für die Umsetzung verantwortlich war. In Integrationsthemen ist Kessler inzwischen ein gefragter Experte. Nach dem Start des neuen Integrationsmodells erhielt der Kanton Basel-Stadt vom Bund einen jährlichen Förderbeitrag von rund 1,2 Millionen Franken (Stand 2002), den damals höchsten Betrag schweizweit. Weitere 300'000 Franken erhielten die gemeinsamen Projekte von Basel-Stadt und Basel-Landschaft. 2008 ist die Zusammenarbeit zwischen den beiden Kantonen und anderen Kantonen noch weiter ausgebaut worden. Die grösste Herausforderung bei der Integration ist laut Thomas Kessler die Nacherfassung und Integration der in den 1980er und 1990er Jahren aus den Billiglohnländern Jugoslawien und Türkei geholten Arbeitskräfte, die danach zum Teil ihre Familien nachzogen. Seit Juni 2011 ist Nicole von Jacobs Leiterin der neuen Fachstelle Diversität und Integration in der Abteilung Kantons- und Stadtentwicklung. Diese Fachstelle wurde im Rahmen einer Reorganisation der Abteilung Gleichstellung und Integration gebildet.

### Grundsätze
Aus dem Leitbild zur Integration werden folgende Grundsätze zur Umsetzung des Modells in der Praxis gefolgert:
- Es wird eine Sozialpolitik verfolgt, die zwischen sozialen und ökonomischen Werten unterscheidet, jedoch nicht nach ethnischer Herkunft. Das Ziel hierbei ist, den sozialen Abstieg der Migranten zu verhindern.
- Wer sich engagiert, soll auch gefördert werden. Durch den Abbau struktureller Hindernisse wird dies begünstigt. Die Erwartungen der Integrationsstelle werden klar kommuniziert.
- Mittels Information der Bevölkerung sollen Vorurteile abgebaut werden. Viele Probleme mit Ausländern haben ihre Ursache in der mangelhaften Information und Aufklärung der Bevölkerung.

### Vereinbarungen mit Migranten
Wenn alle anderen amtsinternen Massnahmen zur Integration wie Auflagen und Sanktionen scheitern, können zwischen dem Integrationsamt und den Migranten sogenannte «Migrationsvereinbarungen» geschlossen werden. In diesen Vereinbarungen kann die Erteilung der Aufenthaltsbewilligung von Migranten, basierend auf ihren individuellen Problemen, an den Besuch von Sprach-, Integrations- oder Staatskundekursen geknüpft werden. Als Integrationsdefizite gelten dabei Sprachdefizite, soziale Isolation, mangelndes Respektieren der Gesetze und der Rechtsordnung, finanzielle Abhängigkeit, fehlende Berufsaussichten, Sozialhilfebezug über längere Dauer, Nichtwahrnehmen der Erziehungspflicht zum Nachteil des Kindeswohles oder Nichtwahrnehmen des Schutzes und Förderung von Jugendlichen. Die Kenntnisse der Landessprache sollten dabei mindestens der Stufe A1, A2 oder B1 des europäischen Referenzrahmens entsprechen. Durch die Verpflichtung zum Besuch dieser Bildungsangebote sollen die Migranten vor der Isolation geschützt werden. So können zum Beispiel auch Frauen aus patriarchalen Familienverhältnissen oder anderweitig sozial abgeschiedene Personen diese Kurse besuchen. 2011 wurden im Kanton Basel-Stadt 75 solcher Migrationsvereinbarungen unterzeichnet.
Diese Migrationsverträge sind ein zentraler Punkt des Modells und Bestandteil des «Fordern»-Teils beim Grundsatz des «Förderns und Forderns». Mithilfe des neuen kantonalen Integrationsgesetzes ist es möglich, den Migranten die Aufenthaltsbewilligung zu verweigern, sollten diese den Auflagen nicht Folge leisten. Im Gesetz wird dabei ein ernsthaftes Engagement im absolvierten Sprach- beziehungsweise Integrationskurs verlangt und auch die Anwendbarkeit bei einem Familiennachzug explizit erwähnt. Aufgrund solcher Vereinbarungen können jedoch nicht alle Ausländer ausgewiesen werden: Migranten, bei denen ein Asylgrund anerkannt wurde, können nicht einfach aus der Schweiz weggewiesen werden, da dies gegen Menschenrechte verstossen würde. Ausserdem besitzen Bürger aus der EU aufgrund der Personenfreizügigkeit sowie mit Schweizern verheiratete Ausländer eine grundsätzliche Niederlassungsfreiheit. Diese Ungleichbehandlung ist gemäss einer Studie aus dem Jahr 2010 auch der grösste Schwachpunkt dieser Vereinbarungen.
Im Dezember 2012 reichte die SVP eine kantonale Volksinitiative für einen vermehrten Abschluss dieser Migrationsverträge ein, schloss davon jedoch reiche Ausländer, sogenannte Expats, explizit aus. Beispielsweise will die SVP den obligatorischen Schwimmbadbesuch für Schulkinder in solche Verträge aufnehmen. Die Initiative «für eine bessere Integration von Ausländern» wird von der SVP alleine getragen.

### Projektförderung
Neben verschiedenen eigenen Projekten fördert Integration Basel jährlich rund 60 bis 70 externe auf Migranten oder Einwohner ausgerichtete Projekte, die dem Leitbild entsprechen. Die Förderung kann beantragt werden. Die Projekte, vielfach von Migrationsvereinen initiiert, dienen dabei dem Abbau von Integrationshemmnissen, der Information, der Prävention, der Förderung der Selbstverantwortung und dem Erwerb von Sprachkenntnissen. Alle Projekte werden regelmässig kontrolliert.

### Mediatoren
Wie im Leitbild vorgeschlagen, wurde das Mediationsprojekt von einem dafür gegründeten Verein umgesetzt. Die Mediatoren besitzen eine Anerkennung des Schweizerischen Dachverbands Mediation oder eine gleichwertige Ausbildung. Die über 50 Mediatoren betreuen dabei verschiedene Fachgebiete wie beispielsweise Familie, Schule oder Verwaltung und werden von einer Konfliktpartei gerufen und verrechnen ihre Arbeit nach einem kostenlosen Beratungsgespräch im Stundensatz mit dem Ziel, eine für die beteiligten Parteien einvernehmliche Lösung zu finden. Ein als fundamentalistisch eingestufter Imam, der 2001 des Landes verwiesen wurde, wurde von solchen Mediatoren überführt.

### Quartierarbeit
In den Quartieren wird viel mit den Quartiervereinen zusammengearbeitet, die näher bei der Bevölkerung sind. Durch Miteinbezug von Migranten in das Quartierleben wird deren gesellschaftliche Ausgrenzung vorgebogen. So unterstützt Integration Basel zum Beispiel Veranstaltungen für Neuzuzüger in einzelnen Quartiervereinen. Neben den 17 eigenständigen Quartiervereinen gibt es in Basel 15 Quartiertreffpunkte. Ausserdem bieten auch die beiden Stadtteilsekretariate Basel-West und Kleinbasel zwei weitere Anlaufstellen.

### Öffentlichkeitsarbeit
In den Jahren 2000 bis 2005 lief eine Kampagne in den Kantonen Basel-Stadt und Basel-Landschaft unter dem Namen «Tatsachen gegen Vorurteile». Seit 2005 läuft die Kampagne «Aller Anfang ist Begegnung», die neu zusätzlich in Zusammenarbeit mit den Kantonen Aargau und Solothurn gestartet wurde. Mittlerweile sind auch die Kantone Bern und Zürich hinzugestossen. In dieser Kampagne wird vorwiegend mittels Inseraten in Gratis-, Lokal- und Quartierzeitungen sowie Amtspublikationen geworben. Dieses Projekt wird von der Eidgenössischen Kommission für Migrationsfragen (EKM) des Bundes unterstützt.
Seit dem Jahr 2000 erscheint halbjährlich, von 2005 bis 2007 nur jährlich, die Migrationszeitung «MIX» in einer Auflage von 400'000 bis 500'000 Exemplaren. Die Zeitung wurde bis 2007 gratis in den Kantonen beider Basel sowie in grösseren Gemeinden in den Kantonen Aargau und Solothurn verteilt. Ab 2008 wurde die Zeitung, die dann wieder halbjährlich erschien, in den restlichen Kantonen jedoch nur noch in den entsprechenden Anlaufstellen verteilt, sodass die Auflage nur noch 100'000 beträgt. Die Zeitung wurde mit der Kampagne «Tatsache gegen Vorurteile» ins Leben gerufen und behandelt in jeder Ausgabe ein anderes Thema rund um die Integration. MIX soll vor allem gebildete, aufgeklärte Leser erreichen, die es gewohnt sind, Zeitung zu lesen.
Integration Basel unterstützte auch bereits Filme von Basler Filmemachern finanziell, welche die Diskussion zum Thema Integration fördern.
Die Kampagne besitzt ein ausgebautes Internetangebot. Beispielsweise kann man auch das Leitbild, die Migrationszeitung und diverse Broschüren direkt aus dem Internet herunterladen oder sich zum Teil gratis mit der Post nach Hause liefern lassen.

## Anerkennung und Erfolg
Das Modell, ursprünglich für Basel entwickelt, wird längst nicht mehr nur dort angewendet. Die Kantone beider Basel arbeiten in Sachen Integration eng zusammen (gemeinsames Integrationsgesetz, innerbetriebliche Zusammenarbeit). Auch weitere Kantone arbeiten teilweise bereits mit dem Kanton Basel-Stadt zusammen, insbesondere bei der Öffentlichkeitsarbeit. So betreiben die Kantone Aargau, Basel-Landschaft, Basel-Stadt und Solothurn zusammen bereits eine Nordwestschweizerische Anlaufstelle gegen Diskriminierung und Rassismus.
Auch über diese direkte Zusammenarbeit hinweg ist das Integrationsmodell ein Vorbild in der ganzen Deutschschweiz. Das Fördern und Fordern fliesst in kantonale Integrationsleitbilder und -gesetze ein und auch international waren Thomas Kessler und Rebekka Ehret mit Städten wie Frankfurt, Amsterdam und Mülhausen in Kontakt. Allgemein findet das Modell in der Politik viel Unterstützung: Neben den rot-grünen Parteien, die als Vertreter dieses Modells in Erscheinung treten, unterstützen auch Politiker der Mitte bis hin zur FDP das Modell. 2010 hat der Kanton Bern das Basler Integrationsmodell per Gesetz übernommen, jedoch den Controlling-Teil weggelassen, was von Kessler kritisiert wurde.
Auch ein Vertreter des Dienstes «Analyse und Prävention» der Schweizer Nachrichtendienste lobte das Modell, da Integration «das beste und nützlichste Instrument im Kampf gegen Fundamentalismus» darstelle. Im Zusammenhang mit dem Integrationsprogramm 2014–2017 bezeichnete Eric Kaser, Leiter Integrationsförderung im Bundesamt für Migration, das Basler Integrationsmodell als vorbildlich, da es eine Lageanalyse gemacht habe und den Handlungsbedarf abgeklärt habe. Daher wird dieses Vorgehen auch in der ganzen Schweiz übernommen.

## Kritik
Vor allem die SVP tritt als allgemeine Kritikerin dieses Modells auf. So leitete sie bereits im Frühjahr 2004, als das Modell nach vier Tötungsdelikten von Ausländern und Doppelbürgern allgemein in der Kritik stand, bereits das Scheitern des Modells ab. Thomas Kessler und seinem Team wird zudem vorgeworfen, die Situation schönzureden und die Problematik aus einer subjektiven Sichtweise zu betrachten. So hat ihm die Präsidentin der SVP Basel einmal «Gutmenschengeplapper» vorgeworfen. Kessler fand darauf in einem Interview, dass er solche Kritik nicht ernst nehme, da diese aus parteitaktischen Gründen erfolge und keine wirkliche Kritik an seiner Arbeit darstelle.
Die Vereinbarungen mit den Migranten haben auch für Diskussionsstoff gesorgt. So finden rechtsbürgerliche Vertreter, vorwiegend aus der SVP, dass Integration eine Angelegenheit der Ausländer und nicht des Staates sei. Des Weiteren kritisierte Gerda Hauck, die ehemalige Leiterin der Stadtberner Koordinationsstelle Integration, an einer Podiumsdiskussion, dass diese Vereinbarungen in Wirklichkeit eine Verfügung seien, die die Migranten einhalten müssten. Dem entgegnete jedoch Kessler, dass niemand Bildung und das Recht auf Chancengleichheit verweigere.
Im 2009 erschienen Sammelwerk Fördern und Fordern im Fokus. Leerstellen des schweizerischen Integrationsdiskurses. wird unter anderem die Stossrichtung der Migrationsvereinbarung dahingehend kritisiert, dass sie das Migrationsrisiko auf die Migranten abwälze und diese stigmatisiere. Diese Integrationspolitik würde die Frage nach integrationshemmenden, gesellschaftspolitischen Strukturen in den Hintergrund treten lassen. Die heutigen Integrationsforderungen haben sich in ihrer Bedeutung dem Begriff der Assimilation genähert, anstatt dem Abbau von Barrieren zu dienen, beispielsweise im Arbeits- und Wohnungsmarkt, bei der Anerkennung ausländischer Diplome, mit der rechtlichen Festschreibung des Bleiberechts oder des Ermöglichens politischer Partizipation. Dass sich das Modell negativ auf den Abbau von Diskriminierung auswirkt, wird auch in einer Studie zum Basler Integrationsmodell aus dem Jahr 2010 bestätigt. Im WOZ-Artikel zum Buch wird der Vergleich zur Sozialpolitik hervorgehoben, bei dem sich ebenfalls eine Wandlung von einem «versorgenden, umverteilenden» zu einem «aktivierenden, befähigenden Staat» vollzogen hat: Arbeitslosigkeit wird als persönliche Schuld verstanden und der Betroffene wird zum Besuch von Arbeitsprogrammen für Erwerbslose verpflichtet. In einem weiteren Beitrag des Buches wird kritisiert, dass die Integration zu stark am Erwerb der jeweiligen Landessprache gemessen wird. Es müsste demnach vielmehr Wert auf eine Antidiskriminierungs- und Chancengleichheitspolitik gelegt werden. Durch die Betonung auf das Sprachdefizit der Migranten sei auch der Ansatz, Migranten als Potenzial zu betrachten, in den Hintergrund gerückt.